# Алексей Салингре
Алексей Василиевич Салингре (на руски: Алексей Васильевич Салингре) е руски офицер, полковник. Участник в Руско-турската война (1877-1878).

## Биография
Алексей Салингре е роден през 1837 г. в Русия в семейството на потомствен финландски дворянин, който се преселва от Нюландска губерния. Посвещава се на военното поприще и започва военна служба със звание редник в лейбгвардейския Финландски стрелкови батальон (1853).
Участва в Кримската война от 1853-1856 г. в охраняването на балтийското крайбрежие от английския и френския флот. Повишен е в първо офицерско звание подпоручик с назначение в 4-ти стрелкови батальон.
Участва и е ранен в потушаването на Полското въстание (1863-1864)). Повишен е във военно звание полковник с назначение за командир на 9-и стрелкови батальон от 3-та стрелкова бригада с командир генерал-майор Владимир Доброволски (1874).
Участва в Руско-турската война (1877-1878). В състава на сборния отряд с командир генерал-майор Александър Имеретински се проявява в превземането на Ловеч на 22 август 1877 г. Бие се храбро при третата атака на Плевен, където е убит от вражески куршум на 30 август 1877 г.